# عادل أديب
عادل أديب مخرج مصري من مواليد 21 سبتمبر 1966، تألق بالعديد من الأعمال فهو مساعد مخرج أول بفيلم (كاريوكي ) عام 2008 ومخرج بــ (ليلة البيبي دول) عام 2008 ومشرف على الإنتاج في (مرجان أحمد مرجان)، (إبراهيم الأبيض) و(بوبوس) عام 2009 في حين كانت بدايته الحقيقية في إخراجه لفيلم (هستيريا) عام 1998. وله العديد من الآراء والتصريحات الإصلاحية حول حال الدراما والسينما المصرية 

## العائلة
هو زوج الفنانة منال سلامة وابن السيناريست والكاتب الراحل عبد الحي أديب وأخو المذيعين عماد الدين أديب وعمرو أديب.

## إخراج
- نقل عام : 2022
- جبل الحلال 2014
- باب الخلق 2012
- ليلة البيبي دول 2008
- كاريوكي 2008
- عائلة عابدين 2003
- أشيك واد في روكسي 1999
- هستيريا 1998

## إنتاج
- بوبوس 2009
- إبراهيم الأبيض 2009
- مرجان أحمد مرجان 2007

## وصلات خارجية
- عادل أديب على موقع IMDb (الإنجليزية)
- عادل أديب على موقع الدهليز
- عادل أديب على موقع قاعدة بيانات الأفلام العربية
- عادل أديب على موقع قاعدة بيانات الفيلم (الإنجليزية)